# Folies
Folies är en kommun i departementet Somme i regionen Hauts-de-France i norra Frankrike. Kommunen ligger i kantonen Rosières-en-Santerre som tillhör arrondissementet Montdidier. År 2022 hade Folies 154 invånare.

## Befolkningsutveckling
Antalet invånare i kommunen Folies
| Referens: INSEE |